# Kevin Parzajuk
Kevin Daniel Parzajuk Rodríguez (Fram, Paraguay; 9 de agosto de 2002) es un futbolista paraguayo que juega como delantero en el  Club Godoy Cruz de la Primera División de Argentina.

## Trayectoria
Parzajuk comenzó su carrera en el Olimpia de Paraguay. En 2023 fue cedido al equipo paraguayo Guaireña.

## Selección nacional

### Sub-23
Parzajuk ha representado a Paraguay a nivel internacional a nivel juvenil. Jugó con la selección sub-23 de Paraguay en el Torneo Preolímpico Sudamericano de 2024 donde conquistó el título, clasificándose a los Juegos Olímpicos de ese año.

## Estilo de juego
La posición principal de Parzajuk es la de delantero. Es conocido por su altura.

## Vida personal
Parzajuk nació en 2002 en el sur de Paraguay. Es de ascendencia polaca.